# Jacques Rémy (scénariste)
Pour les articles homonymes, voir Jacques Rémy, Rémy et Assayas.
Jacques Rémy, de son vrai nom Raymond Assayas, né le 21 juin 1911 à Constantinople et mort le 1er décembre 1981 à Paris, est un scénariste et dialoguiste de cinéma français.

## Biographie
Né dans une famille juive, il passe une partie de son enfance à Salonique où son père est chargé d'affaires pour une banque avant de partir pour l'Italie dans les années 1920.
Assistant réalisateur en 1938 et 1939, puis réfugié en Amérique du Sud pendant la Seconde Guerre mondiale, il a également été le réalisateur de deux films : l'un au Chili, écrit par Jules Supervielle, Le Moulin des Andes, considéré comme perdu jusqu'en 1995 ; l'autre en Argentine, un remake du Conflit de Léonide Moguy, intitulé El gran secreto. Il est alors en lien étroit avec la France libre.
Naturalisé français en 1932, il se marie à Catherine Polya, styliste calviniste d'origine hongroise, le 12 janvier 1954 à Boullay-les-Troux. Il est le père du réalisateur Olivier Assayas (né en 1955) et de l'écrivain et journaliste Michka Assayas (né en 1958).
Il est inhumé au cimetière de Boullay-les-Troux (Essonne).

## Filmographie

### Assistant réalisateur
- 1938 : Prison sans barreaux de Léonide Moguy
- 1938 : Conflit de Léonide Moguy
- 1939 : Le monde tremblera de Richard Pottier

### Scénariste, dialoguiste
- 1947 : Bethsabée de Léonide Moguy
- 1947 : Les Maudits de René Clément
- 1949 : Le Secret de Mayerling de Jean Delannoy
- 1950 : Plus fort que la haine de Camillo Mastrocinque
- 1951 : Identité judiciaire d'Hervé Bromberger
- 1951 : Paris est toujours Paris (Parigi è sempre Parigi) de Luciano Emmer
- 1952 : Chair inquiète de Silvestro Prestifilippo (it)
- 1952 : Agence matrimoniale de Jean-Paul Le Chanois
- 1952 : Suivez cet homme de Georges Lampin
- 1953 : Les Passionnés (Canzone appassionata) de Giorgio Simonelli
- 1955 : Le Souffle de la liberté (André Chénier) de Clemente Fracassi
- 1956 : Le Château des amants maudits (Beatrice Cenci) de Riccardo Freda
- 1957 : Les Fiancés de la mort (I fidanzati della morte) de Romolo Marcellini
- 1958 : Les Bijoutiers du clair de lune de Roger Vadim
- 1958 : La Chatte d'Henri Decoin
- 1959 : Le Secret du chevalier d'Éon de Jacqueline Audry
- 1960 : La Chatte sort ses griffes d'Henri Decoin
- 1960 : Le Bois des amants de Claude Autant-Lara
- 1961 : Tout l'or du monde de René Clair
- 1962 : C'était écrit (Les Cinq Dernières Minutes no 25) de Claude Loursais, série TV
- 1963 : Casablanca nid d'espions d'Henri Decoin
- 1965 : Guerre secrète de Christian-Jaque
- 1965 : La Fabuleuse Aventure de Marco Polo de Denys de La Patellière
- 1976 : La Ligne du fleuve (La linea del fiume) d'Aldo Scavarda